# Quemando cromo
Quemando cromo (en inglés, Burning Chrome) es un relato corto de ciencia ficción escrito por William Gibson, publicado por primera vez en la revista Omni en julio de 1982. Gibson leyó la historia por primera vez en una convención de ciencia ficción en Denver, Colorado, en el otoño de 1981, ante una audiencia de cuatro personas, entre ellas, Bruce Sterling (a quien Gibson dijo más tarde que "lo entendió por completo"). Fue nominado para un premio Nebula en 1983 y se recopiló con el resto de los primeros relatos cortos de ficción de Gibson en un volumen de 1986 del mismo nombre.

## Argumento
El relato cuenta la historia de dos hackers independientes: Automatic Jack, el narrador y un especialista en hardware; y Bobby Quine, experto en software. Bobby se enamora de una chica llamada Rikki y quiere hacerse rico para impresionarla. Jack ha adquirido un poderoso programa ruso "rompehielos" que puede penetrar los sistemas de seguridad corporativos. Bobby sugiere que lo usen para ingresar al sistema de un criminal notorio y vicioso conocido como Chrome, que maneja transferencias de dinero para el crimen organizado y Jack acepta a regañadientes ayudar. El robo es exitoso y Jack y Bobby vacían las cuentas bancarias de Chrome, pero luego descubren que Rikki había estado trabajando en un burdel vinculado a Chrome. Usa sus ganancias para comprar un juego de implantes oculares cibernéticos para ella e ir a Hollywood; sin embargo, Jack usa su dinero para cambiar su boleto de avión a la ciudad de Chiba, donde Rikki siempre ha soñado con ir. Él también le compra un boleto de regreso, pero ella nunca lo usa. La noticia deja a ambos hombres devastados, ya que han llegado a amarla y Jack nunca la vuelve a ver.

## Conexión con otras obras de Gibson
La historia fue una de las primeras de Gibson en establecerse en Sprawl, y funcionó como un prototipo conceptual de la trilogía de novelas Sprawl de Gibson.
Bobby Quine se menciona en Neuromante como uno de los mentores del protagonista. El finlandés, un personaje recurrente en la trilogía Sprawl de Gibson, hace su primera aparición en esta historia como una figura menor. Los eventos de la historia se mencionan en Cuenta zero, la segunda entrada de la trilogía Sprawl.

## Recepción
La palabra "ciberespacio", acuñada por Gibson, se utilizó por primera vez en esta historia, en referencia a la "alucinación consensual masiva" en las redes informáticas.
Una línea de la historia - "...la calle encuentra sus propios usos para las cosas" - se ha convertido en un aforismo ampliamente citado para describir los usos a veces inesperados a los que los usuarios pueden poner las tecnologías (por ejemplo, la reinvención de los DJ de hip-hop de la tocadiscos, que transformó los tocadiscos de un medio de reproducción a uno de producción).
Gibson escribió un guion para una adaptación cinematográfica que iba a ser dirigida por Kathryn Bigelow, pero el proyecto no se concretó.
La BBC hizo una versión de una hora de la historia, transmitida por primera vez en BBC Radio 7 (ahora BBC Radio 4 Extra) el 19 de octubre de 2007 y leída por Adam Sims.